# Davor Vugrinec
Davor Vugrinec, né le 24 mars 1975 à Varaždin en Yougoslavie (aujourd'hui en Croatie), est un footballeur international croate.
Il possède 28 sélections (7 buts) en équipe de Croatie.